# Domen Prevc
Domen Prevc (Aussprache: [preu̯t͡s]; geboren am 4. Juni 1999 in Kranj) ist ein slowenischer Skispringer. Seit dem 30. März 2025 hält er mit einer Weite von 254,5 Metern den offiziellen Skiflugweltrekord.

## Herkunft und Persönliches
Domen Prevc wurde am 4. Juni 1999 im slowenischen Kranj als drittes von fünf Geschwisterkindern geboren. Seine älteren Brüder Peter (geb. 1992) und Cene (geb. 1996) sowie seine jüngere Schwester Nika (geb. 2005) sind ebenfalls als Skispringer aktiv. Zudem hat Prevc noch eine weitere jüngere Schwester.
Wie seine Brüder besuchte Domen Prevc das Gimnazije Franceta Prešerna in Kranj. Nach der Schule begann er ein Fernstudium im Business Engineering.

## Werdegang
Domen Prevc trat erstmals bei einem FIS Cup in seiner Heimatstadt Kranj am 24. Februar 2013 international in Erscheinung. Am 5. Juli 2014 gab er in der Saison 2014/15, ebenfalls in Kranj, sein Debüt im Skisprung-Continental-Cup mit einem 35. Platz. Prevc startete beim Europäischen Olympischen Winter-Jugendfestival 2015 im österreichischen Tschagguns. Hierbei gewann er im Einzelwettbewerb von der Normalschanze am 27. Januar 2015 die Silbermedaille und einen Tag später mit der slowenischen Mannschaft die Goldmedaille im Teamwettkampf. Am 3. Oktober 2015 sprang er in Klingenthal mit einem zweiten Platz erstmals auf das Podium und gewann am darauffolgenden Tag zum ersten Mal einen Wettkampf im Rahmen des Skisprung-Continental-Cups. Bei den Nordischen Junioren-Skiweltmeisterschaften 2015 im kasachischen Almaty wurde er gemeinsam mit seinem Bruder Cene Prevc sowie Andraž Modic und Anže Lanišek Fünfter im Teamwettbewerb.
Prevc debütierte in der Saison 2015/16 am 22. November 2015 im Alter von 16 Jahren im Teamspringen von Klingenthal im Skisprung-Weltcup und belegte dabei mit der slowenischen Mannschaft, neben ihm bestehend aus Jurij Tepeš, Anže Lanišek und seinem Bruder Peter Prevc, den zweiten Platz. Im am darauffolgenden Tag stattfindenden Einzelspringen an gleicher Stelle wurde er Achter und erzielte damit auf Anhieb seine ersten Weltcuppunkte. Die Saison wurde von seinem älteren Bruder, der neben dem Gesamtweltcup auch mehr als ein Dutzend Einzelspringen sowie die Vierschanzentournee 2015/16 gewann und Skiflug-Weltmeister 2016 wurde, dominiert. So gewann er unter anderem auch das erste Einzelspringen in Engelberg am 19. Dezember 2015, in dem Domen als Zweiter hinter seinem Bruder zum ersten Mal im Weltcup eine Podiumsplatzierung erreichte. Dritter wurde der Japaner Noriaki Kasai. Es war das erste Mal in der Geschichte des Weltcups, dass bei einem Springen im Einzel zwei Brüder gemeinsam auf dem Podium standen.
Bei seiner ersten Vierschanzentournee belegte er in der Gesamtwertung den 17. Platz. Im weiteren Saisonverlauf konnten die beiden Brüder ihr Resultat von Engelberg mit einem Doppelsieg von Peter vor Domen im ersten Wettbewerb von Sapporo am 30. Januar 2016 wiederholen. Durch den dritten Platz von Robert Kranjec gelang dem slowenischen Team in diesem Wettkampf ein Dreifacherfolg. Eine Woche später gewann das Trio gemeinsam mit Jurij Tepeš den Teamwettbewerb vom Holmenkollbakken in Oslo. Domen Prevc nahm an den Nordischen Junioren-Skiweltmeisterschaften 2016 im rumänischen Râșnov teil. Dabei gewann er im Einzel von der Normalschanze die Silbermedaille hinter David Siegel und vor Ryōyū Kobayashi und wurde zusammen mit Nika Križnar, Bor Pavlovčič und Ema Klinec Weltmeister im Mixed-Team. Im reinen Teamwettkampf der Männer belegte er an der Seite von Anže Lanišek, Tilen Bartol und Bor Pavlovčič den fünften Rang. Er beendete seine erste Saison im Skisprung-Weltcup auf Platz 14 im Gesamtweltcup.
Zum Auftakt der Weltcup-Saison 2016/17 gewann Prevc am 25. November 2016 das erste Einzelspringen in Kuusamo vor Severin Freund und Peter Prevc. Damit übernahm er erstmals das Gelbe Trikot des Führenden im Gesamtweltcup. Dieses verlor er nach dem zweiten Springen in Kuusamo an Freund. Am 4. Dezember 2016 gewann er auch das Einzelspringen von Klingenthal und übernahm damit abermals die Führung im Gesamtweltcup. Sechs Tage später erreichte er in Lillehammer bereits seinen dritten Sieg im vierten Wettbewerb der Saison im Einzel. In Engelberg starteten die Prevc-Brüder Peter, Cene und Domen erstmals zu Dritt im Weltcup. Dort erzielte er am Samstag einen zweiten Platz und am Sonntag seinen vierten Saisonsieg. Damit galt Prevc als Favorit auf den Sieg bei der darauffolgenden Vierschanzentournee 2016/17. „Mein Kopf ist frei. Ich spüre nicht, dass man von mir besondere Dinge erwartet. Wenn ich gewinne, ist es okay, wenn nicht, fahre ich halt nach Hause. Ich habe keinen Druck, Erster zu sein“, sagte er dazu.

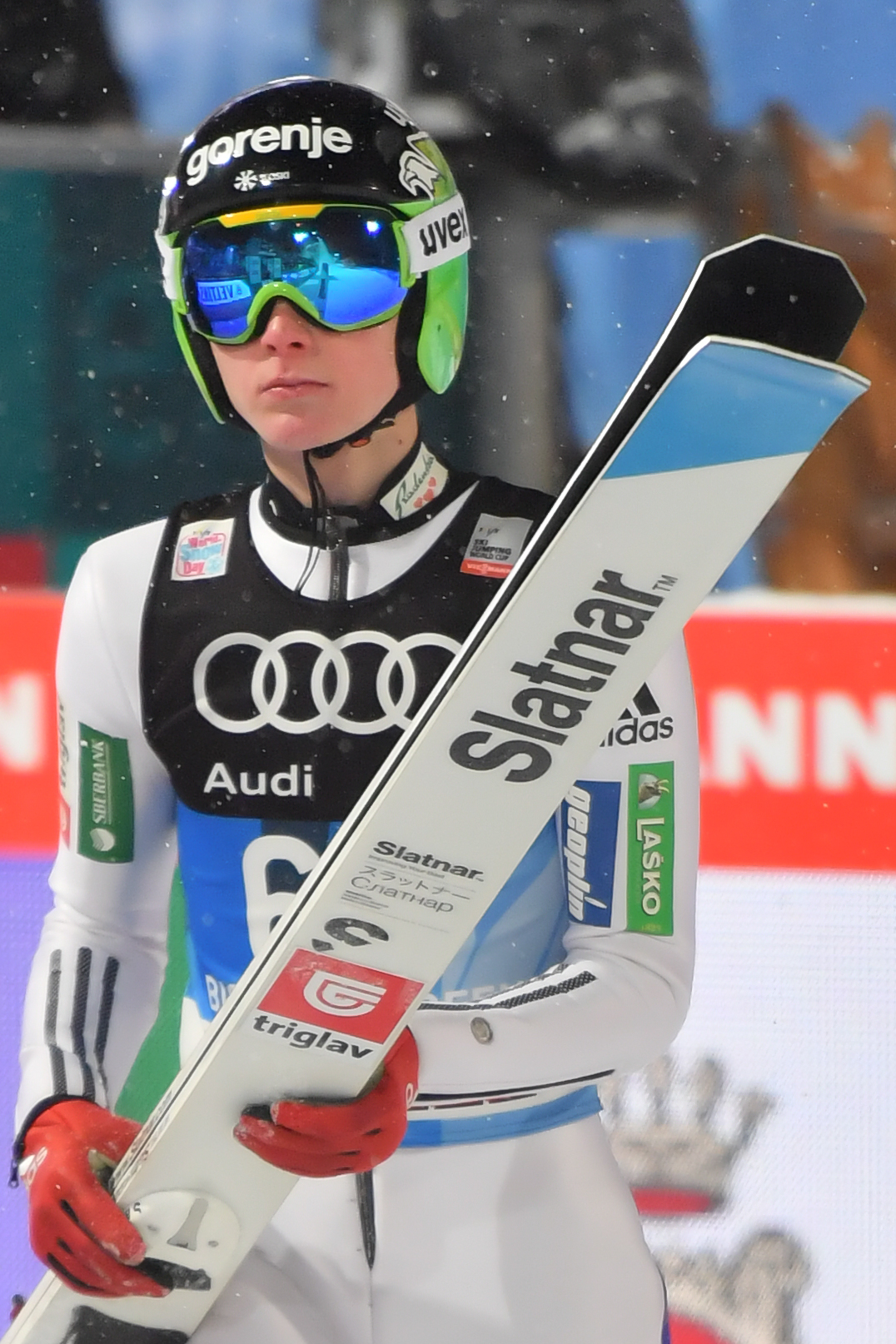
Prevc beim Tourneespringen in Bischofshofen (2017)

Noch vor der Tournee nahm er an den slowenischen Meisterschaften im Skispringen 2016 teil. Er gewann im Einzel die Silbermedaille hinter Jernej Damjan und vor Nejc Dežman und im Teamwettbewerb den Meistertitel gemeinsam mit Cene Prevc, Žiga Jelar und Nejc Dežman als Team SK Triglav I. Beim ersten Springen der Tournee in Oberstdorf belegte Prevc nur den 26. Platz und büßte damit bereits alle Chancen auf den Gesamtsieg ein. Im weiteren Verlauf der Tournee wurde er Fünfter in Garmisch-Partenkirchen, 25. in Innsbruck und Vierter in Bischofshofen. In der Gesamtwertung belegte er den neunten Platz. In Innsbruck verlor er das Gelbe Trikot zunächst für ein Springen an den Norweger Daniel-André Tande, nach der Tournee in Wisła dann endgültig an den Polen Kamil Stoch. Dort flog er als Dritter auch zum letzten Mal in dieser Saison auf das Podium.
Auf dem Weg zu den Nordischen Skiweltmeisterschaften 2017 im finnischen Lahti nahm Domen Prevc Anfang Februar auf der Heini-Klopfer-Skiflugschanze in Oberstdorf erstmals an einem Skifliegen teil. Bereits seit Beginn der Saison hatte diesbezüglich ob der Größe von Skiflugschanzen sein unberechenbar riskanter und teilweise instabiler Sprungstil zu Sorgen unter anderem bei Walter Hofer, dem Renndirektor der Fédération Internationale de Ski, geführt. Er erreichte in den beiden Einzelwettbewerben die Ränge fünf und sieben. Bei den Weltmeisterschaften verpasste er im Einzelspringen von der Normalschanze auf dem 34. Platz den Finaldurchgang und reiste nach schlechten Leistungen im Training von der Großschanze ohne weitere Einsätze in Wettkämpfen vorzeitig aus Lahti ab. Die Saison 2016/17 beschloss er auf dem sechsten Platz im Gesamtweltcup.
In der olympischen Saison 2017/18 gehörte Prevc erstmals seit drei Jahren zu Saisonbeginn nicht zum slowenischen Weltcupteam. So absolvierte er seine ersten Wettkämpfe im Weltcup erst unmittelbar vor der Vierschanzentournee 2017/18 in Engelberg, wo er mit den Plätzen 29 und 28 die ersten Weltcuppunkte der Saison erlangte. Bei der Tournee kam er in Oberstdorf nicht zum Einsatz und erreichte lediglich in Bischofshofen mit dem 29. Rang den zweiten Durchgang, was in der Gesamtwertung einen 37. Platz ergab. Prevc wurde für die Skiflug-Weltmeisterschaft 2018 in Oberstdorf nominiert. Er erreichte im Einzel beim Titelgewinn von Daniel-André Tande den 21. Rang und gewann im Teamwettkampf an der Seite von Jernej Damjan, Anže Semenič und Peter Prevc die Silbermedaille hinter der Mannschaft aus Norwegen und vor der Mannschaft aus Polen.
Prevc nahm an den Nordischen Junioren-Skiweltmeisterschaften 2018 in Kandersteg teil. Er wurde im Einzel von der Normalschanze Zehnter, im Herrenteam mit Bor Pavlovčič, Žak Mogel und Aljaž Osterc Vierter sowie im Mixed-Team mit Katra Komar, Jerneja Brecl und Žak Mogel Fünfter. Für die Olympischen Winterspiele 2018 im südkoreanischen Pyeongchang wurde er von der slowenischen Mannschaft nicht berücksichtigt. Nach den Winterspielen nahm er noch an zwei weiteren Einzelspringen im Weltcup teil. Beim Skifliegen in Vikersund erzielte er im Einzel mit dem vierten Platz das beste Resultat in dieser Saison. Zudem wurde er im Teamfliegen von Vikersund ebenso wie beim Saisonfinale in Planica eine Woche später, wo er im Einzel jedoch an der Qualifikation scheiterte, jeweils Dritter mit der slowenischen Mannschaft. Er beendete die Saison auf dem 33. Platz im Gesamtweltcup.
Nach dem Weltcupfinale 2017/18 wurde Goran Janus in seiner Position als Cheftrainer der slowenischen Skispringer von Gorazd Bertoncelj abgelöst. Im Sommer 2018 gab Prevc sein Debüt im Skisprung-Grand-Prix, in dessen Gesamtwertung er in diesem Jahr mit 15 Punkten den 62. Platz erreichte. Bestes Resultat war ein 19. Platz in Râșnov.
Prevc nahm nicht am Weltcup-Auftakt der Saison 2018/19 in Wisła teil, erzielte dann aber bei der zweiten Station in Kuusamo in beiden Wettbewerben jeweils den vierten Platz. Er fuhr zur Vierschanzentournee 2018/19, die er gemeinsam mit seinem Bruder Peter nach der zweiten Station in Garmisch-Partenkirchen vorzeitig beendete, nachdem er sowohl dort als auch bei der ersten Station in Oberstdorf an der Qualifikation für den Wettbewerb gescheitert war. Prevc wurde nicht für die Weltmeisterschaften 2019 in Seefeld nominiert. Gegen Ende der Saison zeigte er sich stark formverbessert. In Vikersund gewann er mit Anže Semenič, Peter Prevc und Timi Zajc den Teamwettbewerb und erreichte auch im Einzel seinen fünften Weltcupsieg. Es war zudem sein erster Sieg im Weltcup seit der dominanten Phase mit vier Siegen zu Beginn der Saison 2016/17 und der erste in einem Skifliegen. Zum Saisonfinale in Planica wurde das Team in derselben Besetzung Dritter und Prevc flog im Einzel auf den zweiten Platz. Im Gesamtweltcup belegte er den 13. Rang.
Im September 2019 gewann Prevc zwei Wettbewerbe im Rahmen des Skisprung-Continental-Cups 2019/20 in Klingenthal. Es waren seine ersten beiden Siege in dieser Wettkampfserie nach dem bis dahin einzigen am 4. Oktober 2015 an gleicher Stelle. Zudem trat er im Sommer zu drei Wettkämpfen beim Skisprung-Grand-Prix 2019 an. Mit einem 17. Platz als bestes Ergebnis und insgesamt 20 Punkten wurde er 53. in der Gesamtwertung. In der Weltcup-Saison 2019/20 platzierte er sich regelmäßig in den Punkterängen. Bei der Vierschanzentournee 2019/20 erreichte er zwei neunte Plätze in Oberstdorf und Bischofshofen und als Siebtplatzierter sein bis dahin bestes Gesamtergebnis bei einer Tournee. In Sapporo erzielte er als Vierter das beste Einzelresultat der Saison, die für ihn mit Ausnahme eines dritten Platzes im Teamwettbewerb von Zakopane zusammen mit Anže Lanišek, Timi Zajc und Peter Prevc ohne Podiumsplatzierung verlief, ehe sie aufgrund der COVID-19-Pandemie vorzeitig abgebrochen werden musste. Er wurde 19. im Gesamtweltcup.
Für die Saison 2020/21 erhielt Domen Prevc einen Platz im slowenischen A-Kader. Dennoch gehörte er zu Saisonbeginn nicht zum Weltcupteam, wurde dann aber für die Skiflug-Weltmeisterschaft 2020 in Planica nominiert, wo er im Einzelspringen beim Titelgewinn von Karl Geiger den 21. Platz erreichte. Nach dem Wettbewerb trat der slowenische Nationaltrainer Gorazd Bertoncelj noch während der Weltmeisterschaft von seinem Amt zurück. Zuvor hatte ihn sein Athlet Timi Zajc angesichts des schwachen Abschneidens der Slowenen öffentlich auf Instagram kritisiert. Der Cheftrainer solle die Verantwortung für die schlechten Leistungen aller slowenischen Springer übernehmen, so Zajc. Das Posting von Zajc hatte unter anderem auch Prevc mit einem Like versehen. Robert Hrgota nahm vorläufig den Platz von Bertoncelj ein, Zajc wurde wegen seiner öffentlichen Kritik vom slowenischen Skiverband suspendiert. Im Teamfliegen bei der Weltmeisterschaft erzielten Domen Prevc, Peter Prevc, Bor Pavlovčič und Anže Lanišek danach den vierten Platz.
Nach der Skiflug-Weltmeisterschaft stieg Prevc in Engelberg mit einem 32. Platz in den Weltcup ein. Bei der Vierschanzentournee 2020/21 belegte er in der Gesamtwertung den 29. Rang. Bei den slowenischen Meisterschaften im Skispringen 2020 gewann er an der Seite von seinen Brüdern Peter und Cene sowie von Mark Hafnar zum vierten Mal in seiner Laufbahn den Meistertitel im Teamspringen. Zuvor hatte er diesen Titel mit wechselnden Teamkollegen bereits 2016, 2017 und 2019 für sich erlangen können. Zudem gewann er im Einzelspringen hinter Anže Lanišek und Peter Prevc wie im Vorjahr die Bronzemedaille. Bei den Nordischen Skiweltmeisterschaften 2021 in Oberstdorf erreichte er im Teamwettbewerb gemeinsam mit seinen Brüdern und Anže Lanišek den fünften Rang. Im Weltcup erzielte er seine besten Ergebnisse in diesem Winter erst beim Saisonfinale in Planica mit drei vierten Plätzen, davon zwei in Einzel- und einer im Teamspringen. Im Gesamtweltcup lag er mit Saisonende auf Position 22.
Am 30. März 2025 erzielte Prevc auf der Letalnica bratov Gorišek in Planica mit 254,5 Metern einen neuen Weltrekord im Skifliegen. Dabei übertraf er den acht Jahre alten Weltrekord von Stefan Kraft um einen Meter.

## Sprungstil
Domen Prevc gilt als äußerst beweglich, was ihm einen extrem flachen und effizienten, aber auch riskanten und zum Teil instabilen Flugstil ermöglicht. In der Anfangsphase seiner Karriere drückte er den Oberkörper weit nach vorne zwischen die Ski, der Kopf hing dabei oft tiefer als die Skispitzen.

„Er fliegt erst flacher als die anderen und hat dadurch in der letzten Flugphase mehr Geschwindigkeit und hebt noch einmal ab. Wenn das andere machen würden, ginge bei ihnen der Ski nach unten – und sie landen. Aber sein Ski kommt nochmals nach oben.“

Schuster sagte aber auch, dass der damals 17-jährige Prevc vermutlich noch keine Negativerfahrungen mit seinem Stil gemacht habe. Tatsächlich gab Prevc 2016 an, sich in der Luft noch nie überschlagen zu haben und einzig beim Landen schon gestürzt zu sein. Heinz Kuttin bescheinigte ihm, mit „seiner einzigartigen, giftigen und spritzigen Technik“ das Skispringen zu revolutionieren. Aufgrund des hohen Risikos, das Prevc mit seinem Sprungstil einging, beharrten seine Trainer auf einer Umstellung. Inzwischen springt er daher deutlich weniger aggressiv als noch zu Beginn seiner Laufbahn.

## Erfolge

### Weltcupsiege im Einzel
| Nr. | Datum             | Ort         | Typ         |
| --- | ----------------- | ----------- | ----------- |
| 1.  | 25. November 2016 | Kuusamo     | Großschanze |
| 2.  | 4. Dezember 2016  | Klingenthal | Großschanze |
| 3.  | 10. Dezember 2016 | Lillehammer | Großschanze |
| 4.  | 18. Dezember 2016 | Engelberg   | Großschanze |
| 5.  | 17. März 2019     | Vikersund   | Flugschanze |
| 6.  | 18. Februar 2024  | Sapporo     | Großschanze |
| 7.  | 26. Januar 2025   | Oberstdorf  | Flugschanze |
| 8.  | 16. März 2025     | Vikersund   | Flugschanze |
| 9.  | 28. März 2025     | Planica     | Flugschanze |

### Weltcupsiege im Team
| Nr. | Datum            | Ort        | Typ                    |
| --- | ---------------- | ---------- | ---------------------- |
| 1.  | 6. Februar 2016  | Oslo       | Großschanze            |
| 2.  | 16. März 2019    | Vikersund  | Flugschanze            |
| 3.  | 23. Februar 2024 | Oberstdorf | Flugschanze Super Team |

### Continental-Cup-Siege im Einzel
| Nr. | Datum              | Ort           | Typ         |
| --- | ------------------ | ------------- | ----------- |
| 1.  | 4. Oktober 2015    | Klingenthal   | Großschanze |
| 2.  | 28. September 2019 | Klingenthal   | Großschanze |
| 3.  | 29. September 2019 | Klingenthal   | Großschanze |
| 4.  | 5. Februar 2022    | Iron Mountain | Großschanze |
| 5.  | 6. Februar 2022    | Iron Mountain | Großschanze |
| 6.  | 23. September 2023 | Klingenthal   | Großschanze |

## Statistik

### Weltcup-Platzierungen
| Saison  | Platz | Punkte |
| ------- | ----- | ------ |
| 2015/16 | 014.  | 486    |
| 2016/17 | 006.  | 963    |
| 2017/18 | 033.  | 081    |
| 2018/19 | 013.  | 542    |
| 2019/20 | 019.  | 361    |
| 2020/21 | 022.  | 241    |
| 2021/22 | 044.  | 060    |
| 2022/23 | 018.  | 449    |
| 2023/24 | 013.  | 663    |
| 2024/25 | 010.  | 776    |

### Vierschanzentournee-Platzierungen
| Saison  | Platz | Punkte |
| ------- | ----- | ------ |
| 2015/16 | 017.  | 0938,5 |
| 2016/17 | 009.  | 0908,8 |
| 2017/18 | 037.  | 0398,7 |
| 2019/20 | 007.  | 1050,9 |
| 2020/21 | 029.  | 0699,7 |
| 2022/23 | 029.  | 0661,2 |
| 2023/24 | 031.  | 0579,6 |
| 2024/25 | 021.  | 0901,2 |

### Grand-Prix-Platzierungen
| Saison | Platz | Punkte |
| ------ | ----- | ------ |
| 2018   | 062.  | 015    |
| 2019   | 053.  | 020    |
| 2022   | 029.  | 052    |
| 2024   | 074.  | 008    |

### Continental-Cup-Platzierungen
| Saison  | Platz | Punkte |
| ------- | ----- | ------ |
| 2014/15 | 119.  | 032    |
| 2015/16 | 044.  | 241    |
| 2016/17 | 040.  | 266    |
| 2017/18 | 052.  | 176    |
| 2018/19 | 110.  | 031    |
| 2019/20 | 038.  | 207    |
| 2021/22 | 009.  | 611    |
| 2022/23 | 067.  | 062    |

### Weltrekord
| #   | Schanze (Hillsize)               | Ort     | Land      | Weite   | aufgestellt am | Rekord bis |
| --- | -------------------------------- | ------- | --------- | ------- | -------------- | ---------- |
| 110 | Letalnica bratov Gorišek (HS240) | Planica | Slowenien | 254,5 m | 30. März 2025  | aktuell    |

### Schanzenrekorde
| Schanze (Hillsize)                   | Ort              | Land        | Weite   | aufgestellt am    | Rekord bis |
| ------------------------------------ | ---------------- | ----------- | ------- | ----------------- | ---------- |
| Hochfirstschanze (HS142)             | Titisee-Neustadt | Deutschland | 148,0 m | 11. März 2016     | aktuell    |
| Gross-Titlis-Schanze (HS140)         | Engelberg        | Schweiz     | 144,0 m | 18. Dezember 2016 | aktuell    |
| Heini-Klopfer-Skiflugschanze (HS235) | Oberstdorf       | Deutschland | 242,5 m | 20. März 2022     | aktuell    |
| Letalnica bratov Gorišek (HS240)     | Planica          | Slowenien   | 254,5 m | 30. März 2025     | aktuell    |